# Carretera Federal 40D
La Carretera Federal 40D, es una Autopista de cuota que recorre gran parte de México, desde el Puerto de Mazatlán Sinaloa hasta La Vaquita Nuevo León, siendo de las más importantes del país, tiene una longitud de 990 km.
La Carretera Federal 40D recorre los estados de Sinaloa, Durango, Coahuila y Nuevo León, debido a que su trayectoria es desde el océano Pacífico hasta el golfo de México, se le llama "Eje Interoceanico".
Las autopistas y carreteras de acceso restringido son parte de la red federal de carreteras y se identifican mediante el uso de la letra “D” añadida al final del número de carretera.

## Trayectoria

### Sinaloa
Longitud = 69 KM
- Mazatlán
- Villa Unión - Carretera Federal 15 y Carretera Federal 15D
- Loberas

### Durango
Longitud = 397 KM
- El Salto - Carretera Federal 40
- Durango - Carretera Federal 45
- Gómez Palacio  - Carretera Federal 49

### Coahuila
Longitud = 290 KM
- Torreón - Carretera Federal 30
- Saltillo - Carretera Federal 54 y Carretera Federal 57

### Nuevo León
Longitud = 234 KM
- Monterrey - Carretera Federal 53,  Carretera Federal 54 y Carretera Federal 85
- Cadereyta - Carretera Federal 9
- La Vaquita - Carretera Federal 40